# USS Trout (SS-202)
USS Trout (SS-202) – amerykański okręt podwodny z czasów drugiej wojny światowej typu Tambor. W czasie służby, „Trout” uzyskał 12 potwierdzonych przez JANAC zatopień, o łącznym tonażu 37 144 ton. Okręt został zatopiony 29 lutego 1944 roku.